# Cephaloidophora communis
Cephaloidophora communis is een soort in de taxonomische indeling van de Myzozoa, een stam van microscopische parasitaire dieren. Het organisme komt uit het geslacht Cephaloidophora en behoort tot de familie Cephaloidophoridae. Cephaloidophora communis werd in 1908 ontdekt door Mavrodiadi.